# Fulga de Sus, Prahova
Fulga de Sus este un sat în comuna Fulga din județul Prahova, Muntenia, România.
Așezarea este atestată documentar în 1526.
În 1930, acest sat din comuna Fulga, plasa Drăgănești avea 2010 locuitori.